# Esquirol de muntanya de Borneo
L'esquirol de muntanya de Borneo (Dremomys everetti) és una espècie de rosegador de la família dels esciúrids. Viu a Indonèsia i Malàisia. El seu hàbitat principal són els boscos primaris, tot i que també es troba en boscos secundaris i horts. Està amenaçat per la desforestació provocada per la transformació del seu entorn per a usos agrícoles.
El nom específic de l'espècie fou elegit en honor del funcionari i naturalista britànic Alfred Hart Everett.